# Піщаний струмок
Піщанський струмок — струмок в місті Мелітополі (Запорізька область, Україна), права притока річки Молочної (басейн Азовського моря).

## Опис
Струмок починається поблизу району Авіамістечка, за межею міста. Протікає уздовж західного кордону району Юрівка, через дачний кооператив, перетинає вулицю Островського, і протікає на території Мелітополя. Далі струмок протікає через район Новий Мелітополь, де до нього виходять городи приватного сектора, сади і пустирі. На території Нового Мелітополя через струмок перекинуто 11 автомобільних мостів. Струмок протікає під мостом, по якому проходить залізниця Мелітополь — Джанкой і далі вздовж земель Мелітопольської садової станції і гаражів.
У нижній течії струмок служить північною межею історичного району Піщане. Тут струмок перетинають тільки 4 вулиці: Івана Алексєєва (автошлях М14), проспект Богдана Хмельницького (автошлях М18), Павла Сивицького і Олександра Невського (також вважається частиною автошляху М18, хоча велика частина потоку машин йде по інших вулицях).
Близько проспекту Богдана Хмельницького колись був кам'яний міст, який було відбудовано під час будівництва ресторану. Поруч з кам'яним мостом був побудований дерев'яний. На початку 1970-х років хиткий дерев'яний міст через Піщанський струмок був замінений новим залізобетонним.
Уздовж правого берега струмка (з боку Піщаного) проходять вулиці Панаса Мирного та Берегова, а вздовж лівого берега — вулиця Дружби. До струмка виходять гаражі, городи приватного сектора, луки і мотодром. За Річковим провулком струмок знову витікає за кордон міста, протікає вздовж дачних кооперативів, зливається зі старицею Молочної і впадає в річку на території Костянтинівської сільської ради Мелітопольського району.

## Екологія
Піщанський струмок був чистий до 1950-х років, до будівництва у місті м'ясокомбінату та консервного заводу. Після цього у струмок почали скидати нечистоти та відходи. Русло струмка доводиться регулярно очищати від очерету та сміття, щоб уникнути паводків після танення снігу. Зазвичай роботи проводяться у січні-лютому. Для боротьби з підтопленням ґрунтовими водами, у 2011—2013 роках проводилося масштабне розчищення струмка. На окремих ділянках струмок був заглиблений на 3 метри.

## Галерея

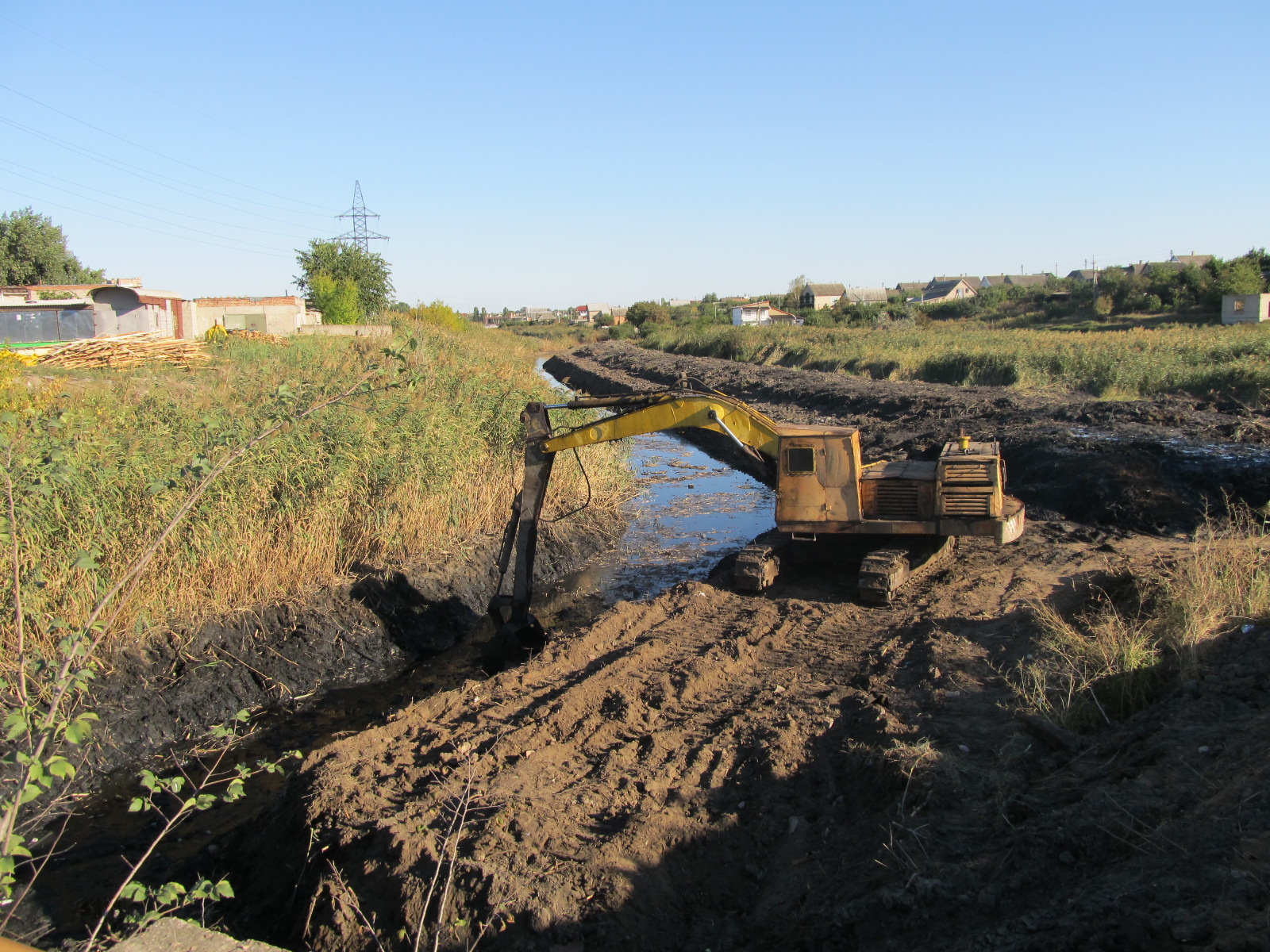
Роботи над очищенням струмка (район вул. Івана Алексєєва)
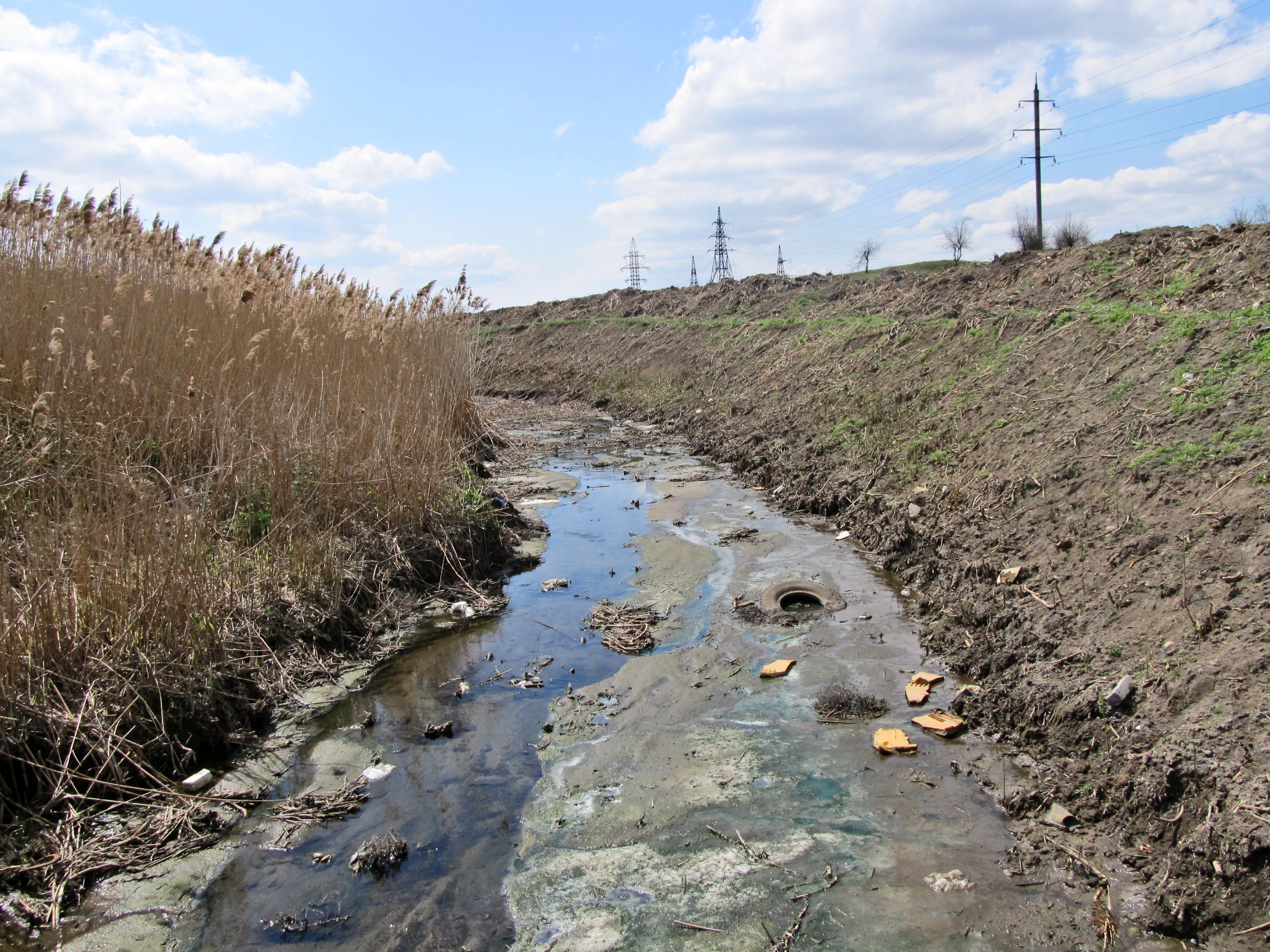
Район залізниці
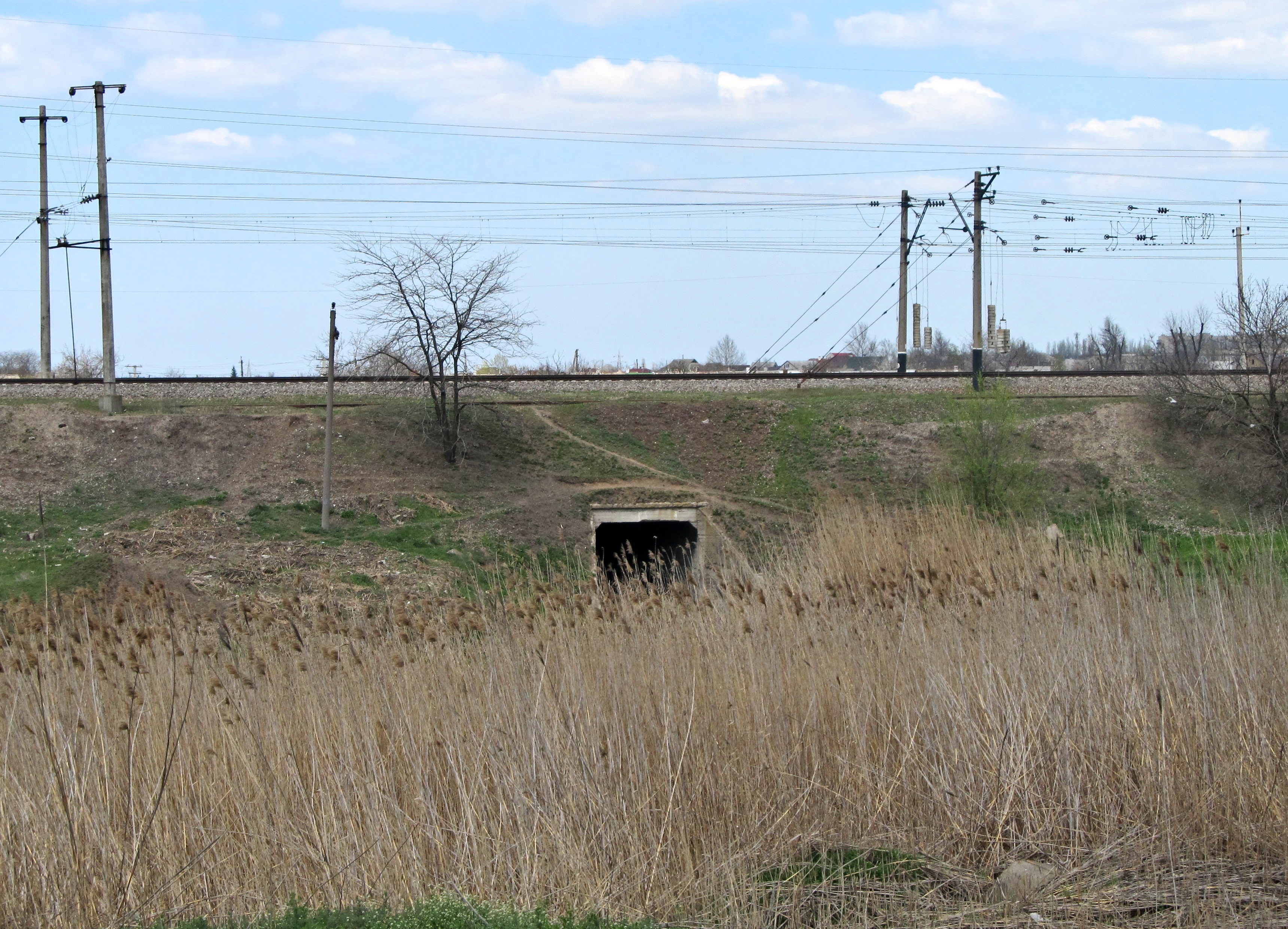
Залізниця над струмком
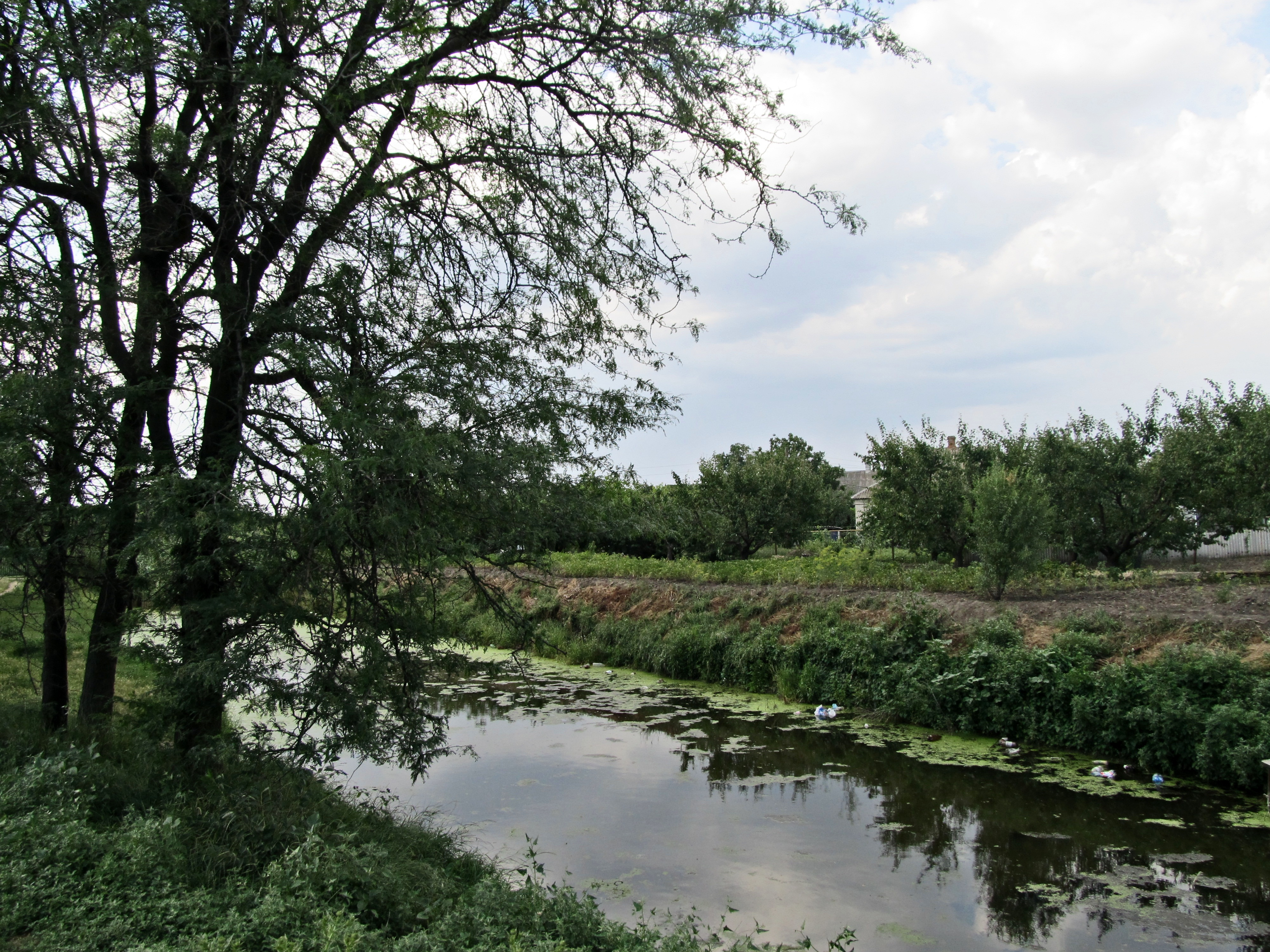
Вулиця Вишнева
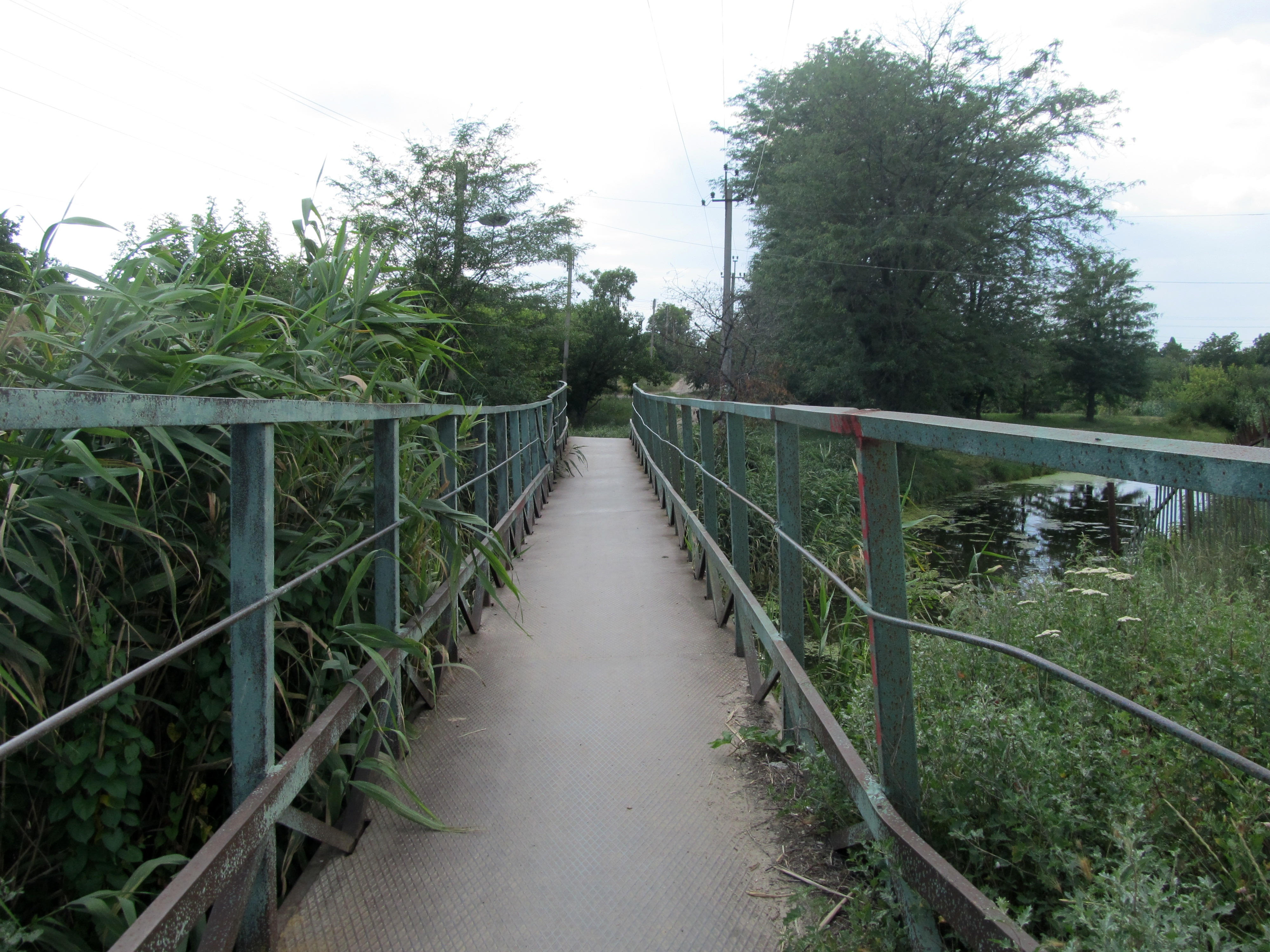
Міст на Вишневій вулиці
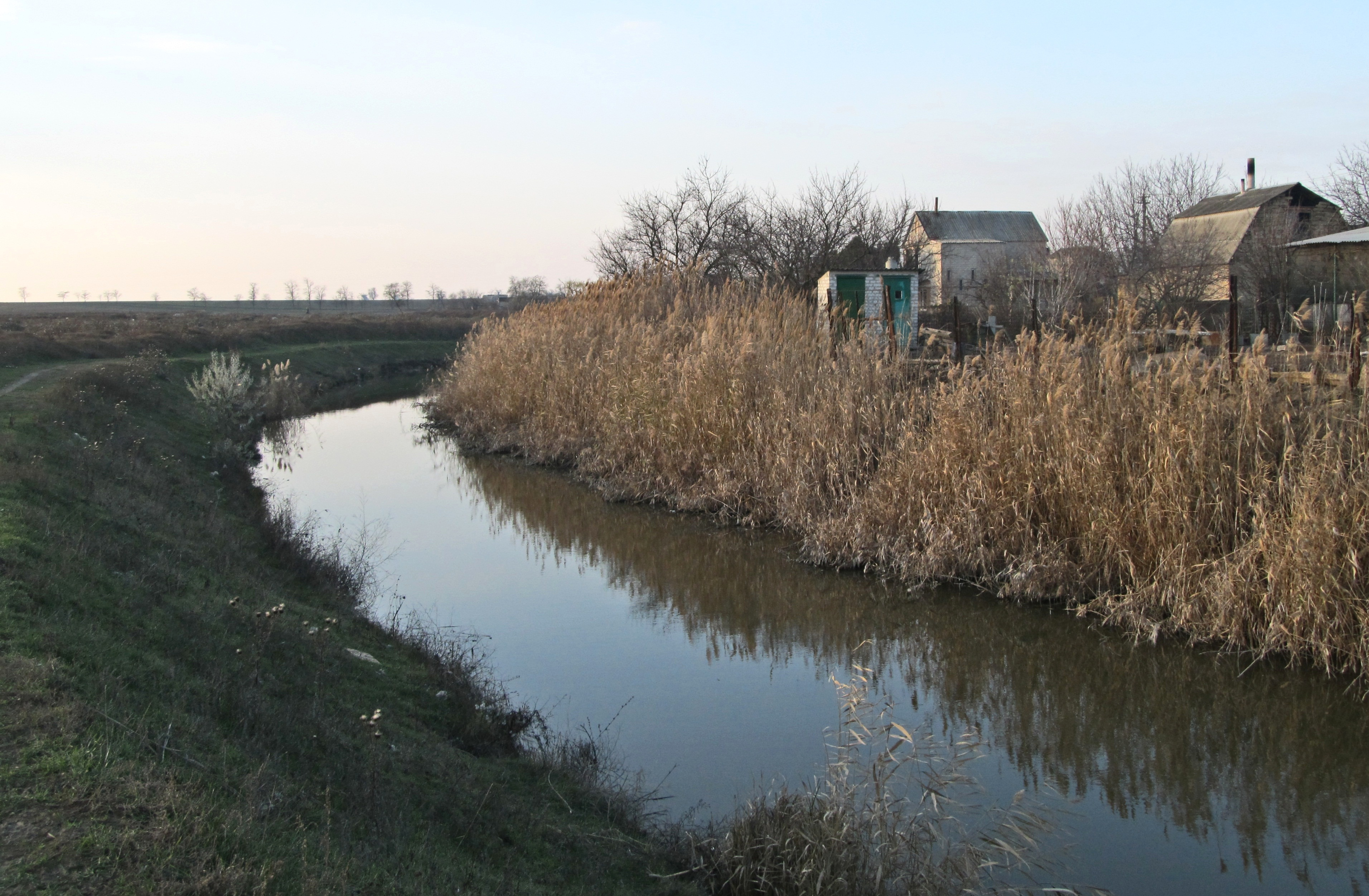
Дачні кооперативи за Новим Мелітополем
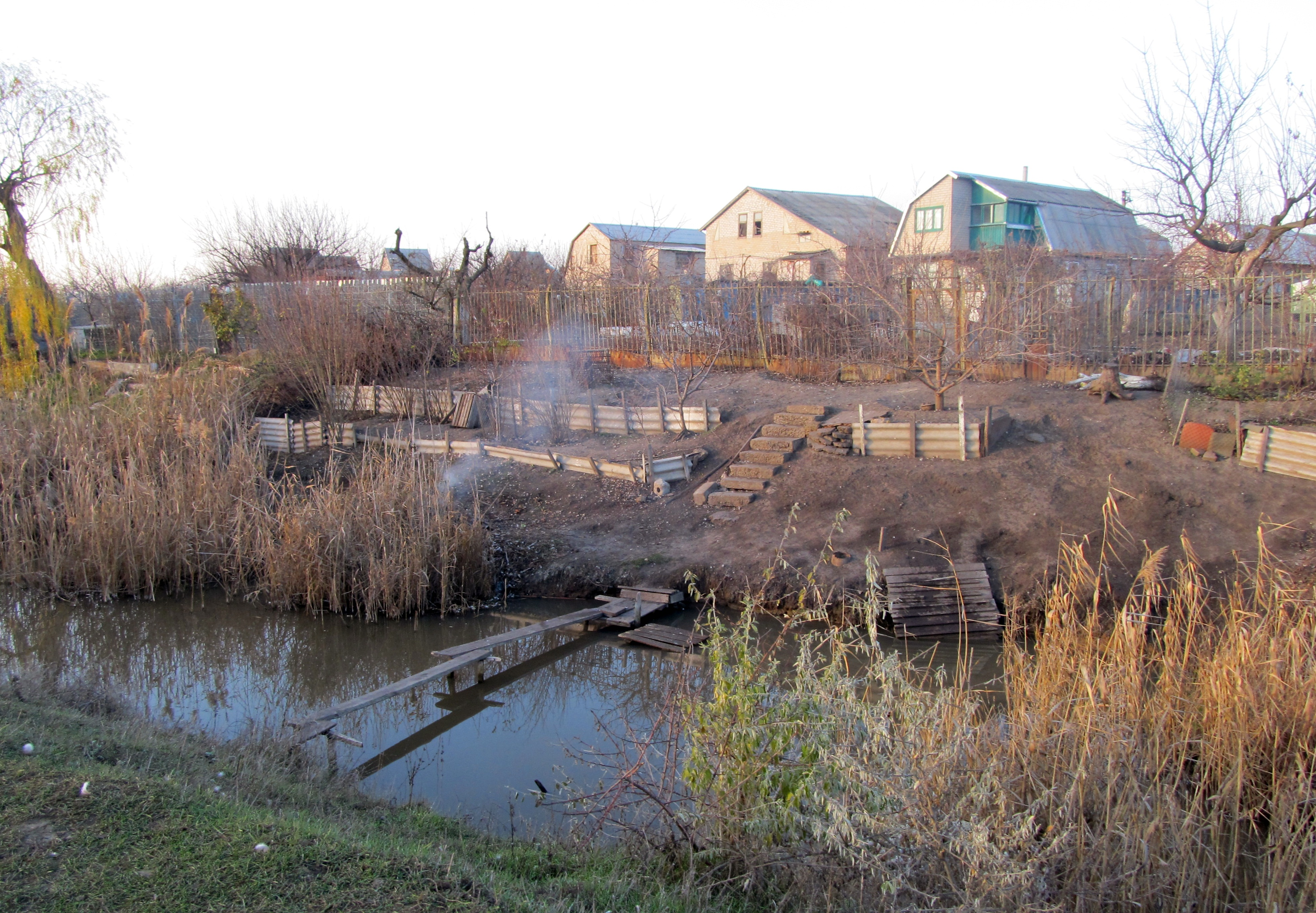
Дачні кооперативи за Новим Мелітополем
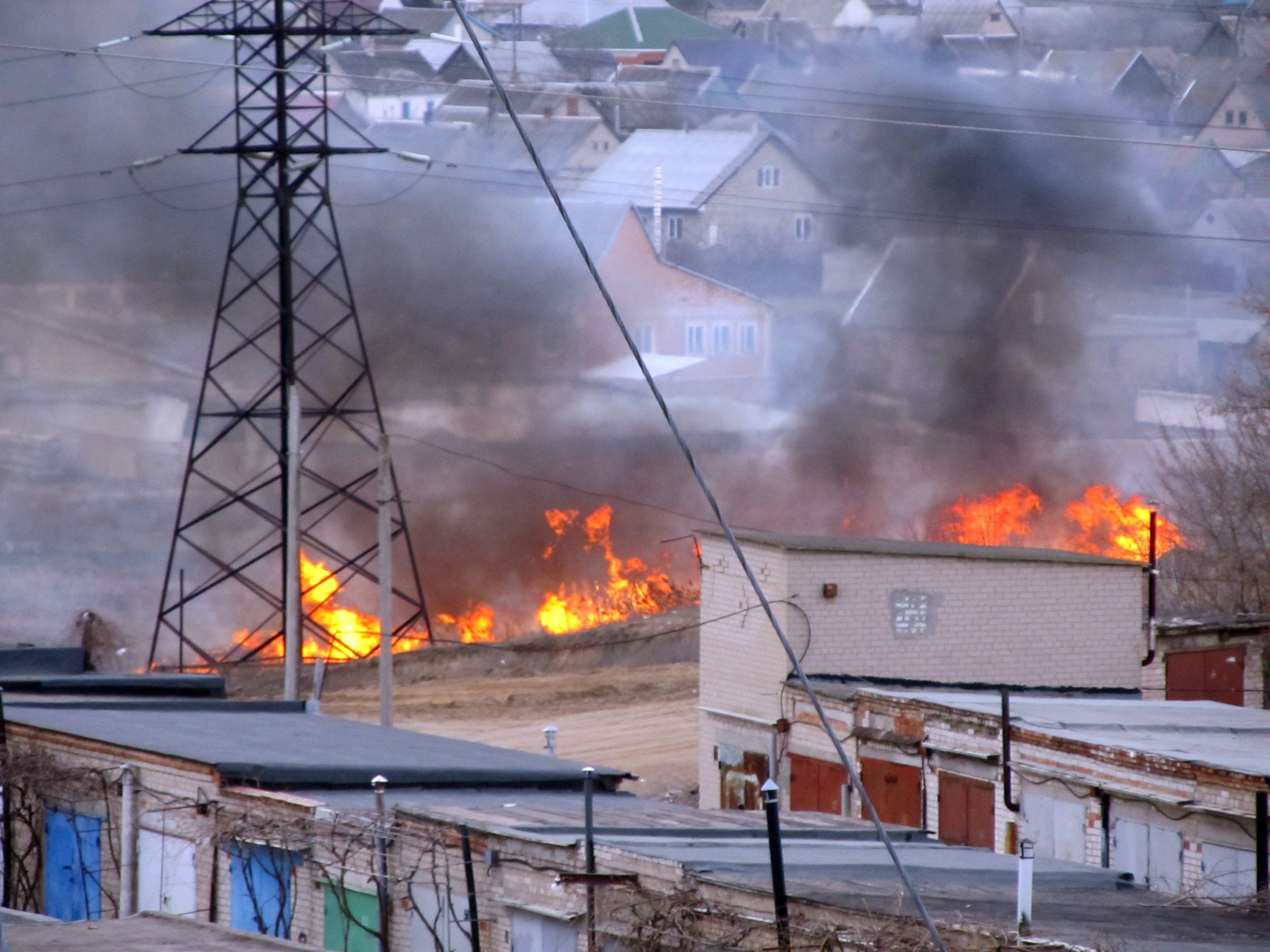
Палаючий очерет (проспект Богдана Хмельницкого)